# Johannes Hermanus van Dijk

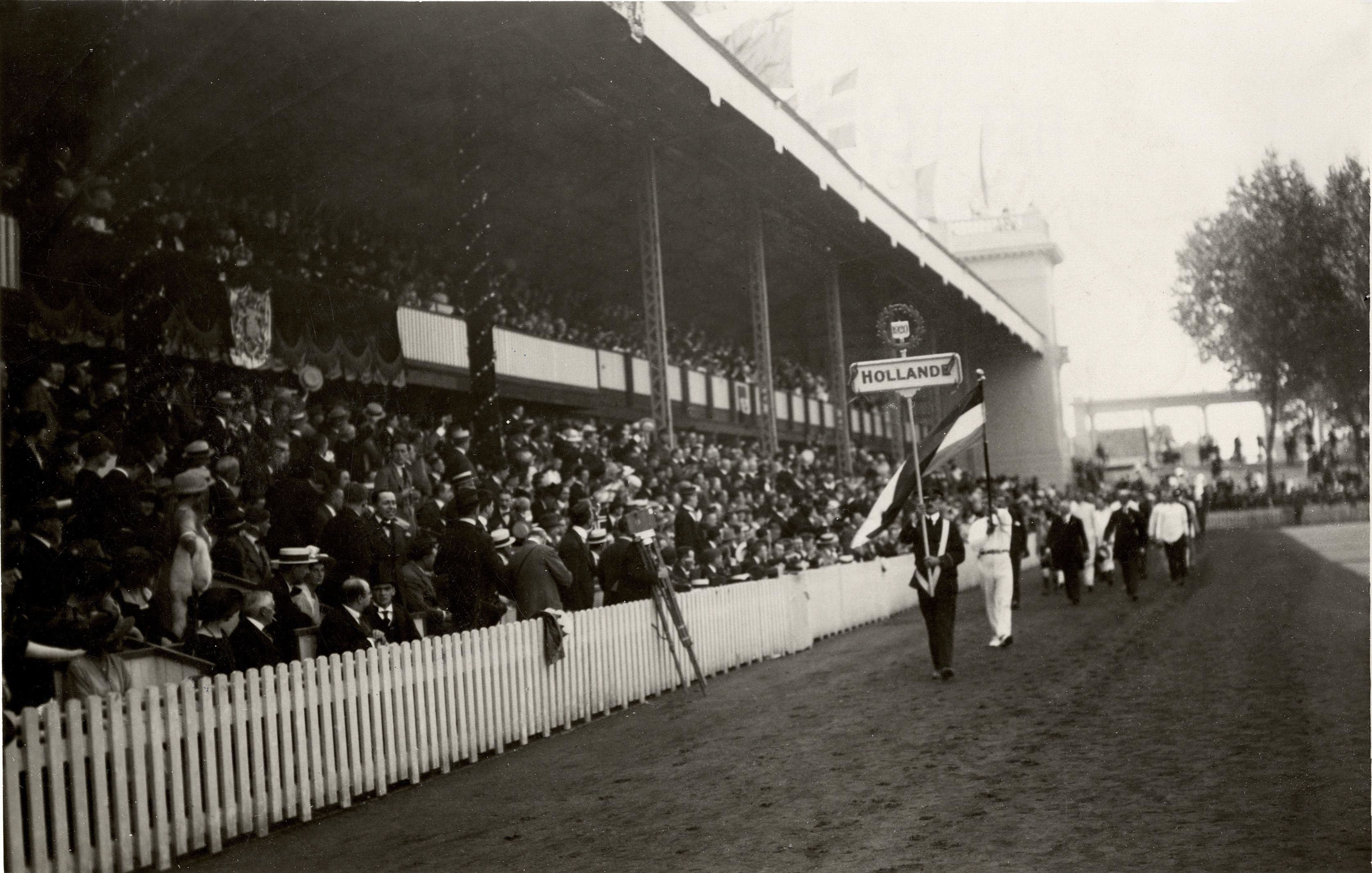
De Nederlandse ploeg tijdens de openingsceremonie van de Olympische Spelen van Antwerpen (1920) met Van Dijk als vlaggendrager

Johannes Hermanus van Dijk (Schiedam, 21 september 1892 - Bilthoven, 1 maart 1965) was een Nederlands gymnastiekleraar en trainer. Bij de Olympische Zomerspelen van 1920 en 1924 was hij vlaggendrager van de Nederlandse ploeg.
Van Dijk was werkzaam als gymleraar voor soldaten, eerst bij de Koninklijke Marine in Den Helder en Vlissingen en daarna bij de Militaire Gymnastiekschool in Utrecht. Daarnaast was hij actief als masseur en propagandist voor sport en lichamelijke oefening. De activiteiten die hij stimuleerde en organiseerde varieerden van volksdansen tot boksen.
In 1920 ging Van Dijk als masseur mee met de Nederlandse ploeg naar de Olympische Spelen in Antwerpen. Daar droeg hij tijdens de openingsceremonie de Nederlandse vlag. En kennelijk naar tevredenheid, want hij was vier jaar later, in Parijs, opnieuw vlaggendrager. Overigens was die taak destijds nog niet zo bekend als tegenwoordig: in de kranten werd hij sporadisch vermeld en niet met voornaam maar als J.H. van Dijk.
Van Dijk was ook een tijdlang trainer van de USV Hercules. Toen hij in Utrecht werkte, woonde hij in Bilthoven, en daar was hij ook een actief promotor van de bijenteelt. In 1955 gaf hij lezingen over het onderwerp „Bijen. Bloemen, Bomen".
Hij overleed aan de gevolgen van een aanrijding in zijn woonplaats Bilthoven.